# Владимир Раичевић (шахиста)
Владимир Раичевић (Травник, 2. мај 1949) је српски шаховски велемајстор.

## Каријера
Владимир Раичевић је стекао титулу међународног мајстора шаха 1975. а велемајстора 1976. Често се такмичио на Европским клупским првенствима у шаху.

### Највећи успеси на шаховским турнирима
- Сомбор 1974, Парчетићев Меморијал (3. место иза Јана Тимана и Бориса Гулка)
- Врњачка Бања 1976 (поелио прво и друго место са Душаном Рајковићем)
- Сарајево 1978: 1. место
- Бјеловар 1979, Првенство Југославије, 2. место (иза Ивана Немета)
- Ваљево 1984: 1. место